# Гелета Мар'ян Степанович
Мар'ян Степанович Гелета (нар. 28 серпня 1935, Мухавка — пом. 8 січня 2011) — ланковий механізованої ланки колгоспу «Червоний Жовтень» Лутугинського району Ворошиловградської області Української РСР; Герой Соціалістичної Праці.

## Біографія
Народився 28 серпня 1935 року в селі Мухавці (тепер Чортківський район Тернопільської області, Україна). Після закінчення школи разом з батьками переїхав до селища міського типу Юр'ївки Луганської області Української РСР. Пройшов строкову службу в Радянській армії.
Після звільнення в запас повернувся в Юр'ївку і став працювати в колгоспі «Червоний Жовтень» трактористом. Пізніше був призначений ланковим механізованої ланки. Першим опанував кукурудзяну сівалку СПЧ-6, вніс низку удосконалень в її конструкцію. В основному займався вирощуванням кукурудзи, постійно отримував врожаї по 50 і більше центнерів кукурудзи з гектара.
Помер 8 січня 2011 року.

## Нагороди
Указом Президії Верховної Ради СРСР від 8 квітня 1971 року за видатні успіхи, досягнуті в розвитку сільськогосподарського виробництва та виконанні п'ятирічного плану продажу державі продуктів землеробства і тваринництва, Мар'яну Гелетею присвоєно звання Героя Соціалістичної Праці з врученням ордена Леніна (№ 377 124) і золотої медалі «Серп і Молот» (№ 15 751).
Нагороджений також орденами Трудового Червоного Прапора (30 квітня 1966), Дружби народів (7 липня 1986), «Знак Пошани» (6 березня 1981), медалями.